# Xanthotis polygrammus
El mielero manchado o melífago manchado (Xanthotis polygrammus) es una especie de ave paseriforme de la familia Meliphagidae endémica de Nueva Guinea y Raja Ampat.

## Subespecies
Se reconocen cuatro subespecies:
- X. p. polygrammus (Gray, GR, 1862) – en la isla de Waigeo;
- X. p. poikilosternos Meyer, AB, 1874 – en las islas Salawati, Misool y el oeste de Nueva Guinea;
- X. p. septentrionalis Mayr, 1931 – en el norte de Nueva Guinea;
- X. p. lophotis Mayr, 1931 – en el este, centro sur y sureste de Nueva Guinea.